# Castrillo de Don Juan (kommunhuvudort)
Castrillo de Don Juan är en kommunhuvudort i Spanien.   Den ligger i provinsen Provincia de Palencia och regionen Kastilien och Leon, i den centrala delen av landet, 160 km norr om huvudstaden Madrid. Castrillo de Don Juan ligger 828 meter över havet och antalet invånare är 298.
Terrängen runt Castrillo de Don Juan är huvudsakligen platt. Castrillo de Don Juan ligger nere i en dal. Runt Castrillo de Don Juan är det glesbefolkat, med 8 invånare per kvadratkilometer. Närmaste större samhälle är Roa, 15,7 km sydost om Castrillo de Don Juan. Trakten runt Castrillo de Don Juan består till största delen av jordbruksmark.